# Tư thế đứng tấn trong Karate
Tấn là nền tảng của mọi võ thuật. Tấn là điểm tựa cho sự thăng bằng trong tấn công và phòng thủ. Dưới đây là các thế tấn cơ bản nhất trong Karate.
| Số thứ tự | Kỹ thuật                     | Phiên âm           | tiếng Nhật | Diễn giải | Ảnh minh họa           |
| --------- | ---------------------------- | ------------------ | ---------- | --- | ---------------------- |
| 1         | Tấn nghiêm                   | Heisoku-Dachi      | 閉足立     | Đứng thẳng tự nhiên, thư giãn hai vai và hai chân. | Heisoku dachi 閉足立   |
| 2         | Tấn thẳng                    | Musube Dachi       | 結び立     | Thân trên thẳng lưng trong trạng thái thoải mái. Đứng thẳng với hai gót chân chụm lại, mũi chân mở ra hình chữ V. Hai tay đặt chéo phía trước. | Musubi dachi 結び立    |
| 3         | Tấn tự nhiên                 | Heiko Dachi        | 平行立     | Hai chân đứng dang rộng bằng với chiều rộng của vai, bàn tay nắm chặt, hai vai buông lỏng tự nhiên, hai cánh tay hơi đưa ra phía trước. | Heikō dachi 平行立     |
| 4         | Tấn tự nhiên đầu mũi chân mở | Soto Hachiji Dachi | 外八字立   | Hai chân đứng dang rộng bằng với chiều rộng của vai, mũi bàn chân hơi hướng ra ngoài, hai chân thẳng và thư giãn toàn thân. |                        |
| 5         | Thế đứng chữ T               | Teiji Dachi        | 丁字 立    | Đứng xoay người, một chân bước lên, bàn chân còn lại xoay ngang tạo thành chữ T. Một tay nắm chặt hơi đưa về phía trước, lòng bàn tay hướng xuống. Tay còn lại co lên ngang thắt lưng, lòng bàn tay hướng lên trên. |                        |
| 6         | Thế đứng chữ V               | V Dachi            | はちじだち | Tương tự như thế đứng chữ T, chỉ khác là bàn chân sau hơi chếch về phía trước 45 độ tạo thành chữ V |                        |
| 7         | Tấn giang chân               | Nai Fan Chin Dachi | 内歩進立   | Hai chân dang rộng hơn vai, đầu gối cong hướng ra phía trước. Các gót chân bám chặt xuống đất và các mũi chân hướng thẳng tới trước. Trọng lượng của cơ thể được phân đều xuống hai chân. Xiết chặt tất cả cơ bắp của hai chân và hông. Lưng thẳng, ngực ưỡn ra.                                                                              |                        |
| 8         | Tấn kỵ mã                    | Hiko Dachi         | 平行立     | Đứng dang chân với chiều rộng gấp hai lần chiều rộng của vai, cong đầu gối ra hai bên và trầm người xuống như đang cưỡi ngựa. Hai tay dang rộng sang hai bên. Ngực ưỡn ra. Thả lỏng hai vai. Mũi bàn chân hướng ra ngoài, nhưng cơ bắp của hai chân và hông phải căng cứng.                                                                   |                        |
| 9         | Miêu tấn                     | Neko Ashi Dachi    | 猫足立     | Phần lớn trọng lượng cơ thể dồn về chân sau bám chặt xuống nền nhà, đầu gối chân sau hơi cong và căng ra. Bàn chân trước chỉ chạm nhẹ phần ức xuống nền nhà và nhỏng gót, đầu gối cong. Hai tay dang hai bên và nắm chặt. | Neko ashi dachi 猫足立 |
| 10        | Tấn ngang                    | Kokutsu Dachi      | 後屈立     | Phần thân trên giữ thẳng trong tư thế quay nghiêng hoặc hướng ngang với cặp mắt nhìn thẳng ra trước xuôi theo hướng chân trái đang duỗi thẳng dài ra. Đầu gối chân sau cong lại. Trọng lượng cơ thể dồn về chân sau. Tư thế này chủ yếu dùng để phòng thủ hoặc tránh đòn.                                                                     | Kōkutsu dachi 後屈立   |
| 11        | Tấn một chân                 | Sagiashi Dachi     | 鷺足立     | Đứng một chân, đầu gối hơi cong, ngón chân bám chặt, bàn chân hướng ra ngoài. Chân còn lại co lên chuẩn bị đá. Một tay nắm chặt đưa lên ngang thắt lưng, tay còn lại đưa ra trước phòng thủ. |                        |
| 12        | Tấn tam chiến                | Sanchin Dachi      | 三戦立     | Các đầu gối căng ra và hướng vào trong, đầu gối chân trước đưa ra thẳng ngay trên đầu mũi bàn chân, đầu gối chân sau nhô ra trước vào khoảng 5 cm vượt quá đầu mũi bàn chân của nó. Các mũi bàn chân hướng vào trong. Trọng lượng cơ thể chia đều cho hai chân. Hai tay dang ra hai bên. Đây là thế tấn sử dụng rất nhiều ở Đai đen nhất đẳng | Sanchin dachi 三戦立   |
| 13        | Tấn trước                    | Zenkutsu Dachi     | 前屈立     | Chân trước bước tới, đầu gối cong, đầu mũi chân để thẳng. Chân sau duỗi thẳng ra, giữ thẳng lưng. Mũi bàn chân trước hơi hướng vào trong. Chân trước sẽ chịu đựng 60% trọng lượng cơ thể và chân sau là 40 %. Thế tấn này rất vững chắc giúp các đòn tung ra phát huy hết sức mạnh.                                                           | Zenkutsu dachi 前屈立  |
| 14        | Tấn chéo chân                | Kosa Dachi         | 交差立     | Chân phải đặt chéo qua chân trái, đồng thời tay phải cũng phải đặt chéo qua tay trái. Cong đầu gối chân trước, bàn chân bám chặt vào nền, bàn chân sau chỉ tựa nhẹ trên các ngón chân. Trọng lượng cơ thể dồn lên chân trước. Tư thế này thường được dùng trong việc luyện tập kỹ thuật đá hoặc xoay người né đòn.                            | Kosa dachi 交差立      |